# Ildar Ibragimov
Ildar Ibragimov (tatarsky Илдар Ибраһимов;* 16. srpna 1967) je ruský šachista. Jeho nejvyšší hodnocení Elo dosáhlo hodnoty 2637, které měl v dubnu 2006.
Společně s Vladimirem Kramnikem a Andrejem Charlovem skončil v roce 1991 první na šachovém mistrovství SSSR U26. V roce 1993 získal titul velmistra FIDE. V roce 1994 vyhrál Čigorinův memoriál, v roce 1997 Biel Masters Open. V roce 2002 začal hrát za USA, kde žil v New Havenu. Byl spoluvítězem US Open v roce 2004 a v roce 2006 skončil na třetím místě na US Chess Championship. Tentýž rok také získal s týmem USA bronzovou medaili na šachové olympiádě a skončil první na World Open. V roce 2015 Ibragimov přešel zpátky do ruské federace. Byl součástí ruského týmu seniorů, který v roce 2019 vyhrál mistrovství Evropy seniorů v kategorii nad 50 let.